# Sara Parkins
Sara Parkins je americká houslistka. Její sestřenicí je harfistka Zeena Parkins, se kterou často spolupracovala (například na albech Ursa's Door a Isabelle). Rovněž hrála s orchestrem Pasadena Symphony a byla členkou kvartetu Rosetti String Quartet. Spolu s kvartetem Angeles Quartet nahrála všechny skladby Josepha Haydna pro smyčcový kvartet a za nahrávku soubor získal cenu Grammy. Během své kariéry spolupracovala s mnoha hudebníky, mezi něž patří například Joe Lovano, Elliott Sharp, Ricky Martin, Arturo Sandoval, Michael Bublé nebo P!nk a mnoho dalších. Často hrála také v hudbě složené pro filmy (Zdrojový kód, Labyrint: Útěk, Rychle a zběsile 7 a další). Spolu se členy souboru Soldier String Quartet nahrála originální hudbu skladatele Johna Calea pro film Střelila jsem Andyho Warhola.